# ياماها واي أم 3014 بي

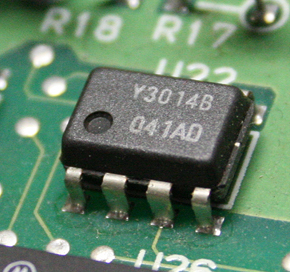
YM3014B

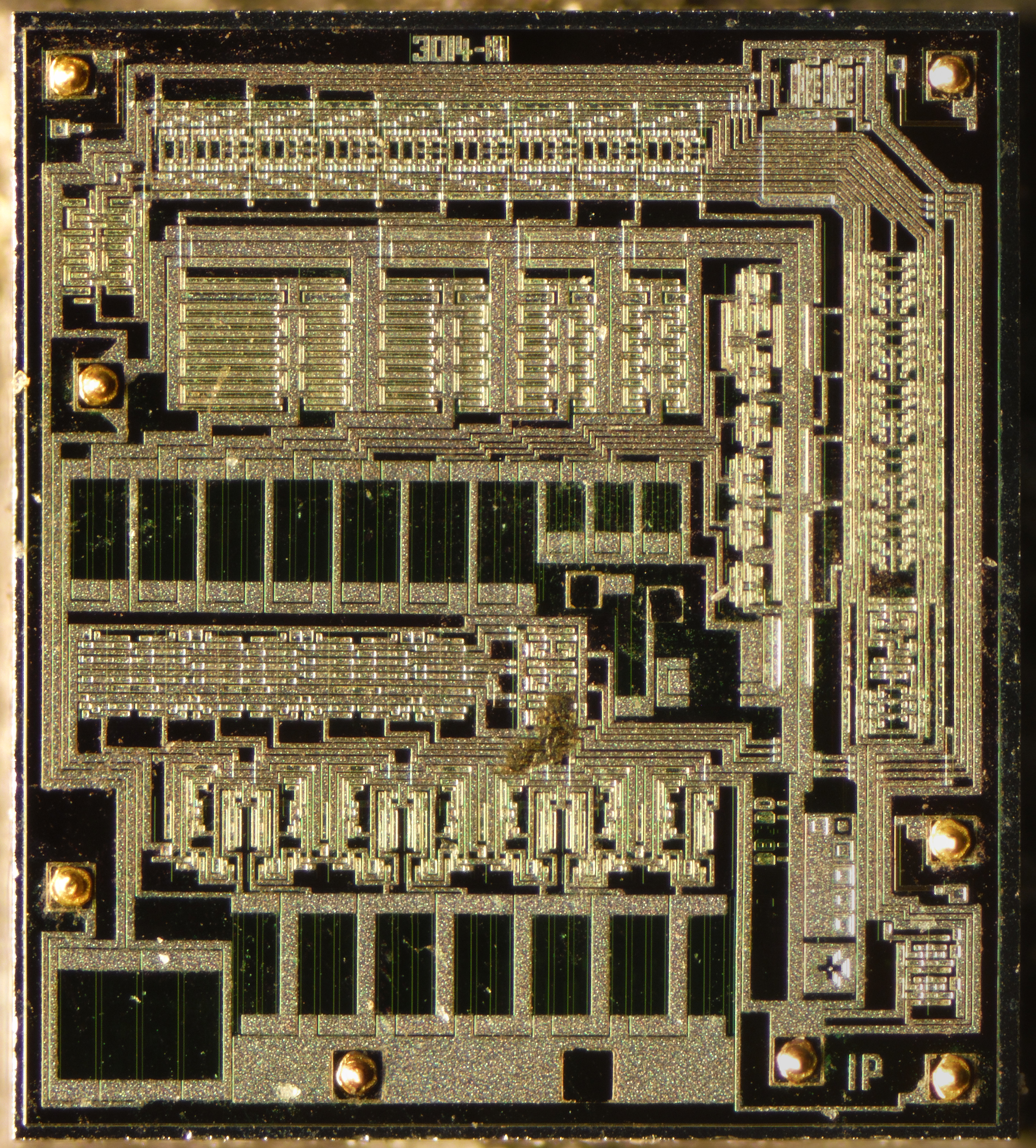
YM3014B

ياماها واي أم 3014 بي (بالإنجليزية: YM3014B)‏،ويسمى DAC-SS، هي شرحة مبدل رقمي تمثيلي ذات نقاط عائمة مطورة من قبل ياماها. وتنتج مخرج استريو تناظرية (مدى ديناميكي 16-بت) من سلسلة مدخلات وحيد، وتحتوي بيانات الصوت 10-بت العشري و 3-بت exponent.
و ذكرت مع عدد من شرائح توليف الصوت لياماها، بالإضافة إلى YM2203 وYM3812.